# Florian Höltgen
Florian Höltgen (* 3. Juni 1985 in Köln) ist ein deutscher Schriftsteller. Unter dem Pseudonym Alex Seinfriend veröffentlichte er seinen ersten Roman 1 Trip 2 Kill (2005) im Himmelstürmer Verlag. Bekannt ist er vor allem für seine Liebesromane in der Verlagsreihe Junge Liebe.

## Leben
Höltgen studierte in Köln Germanistik, Philosophie und Geschichte und arbeitet nun als Bibliothekar. Seit 2009 lebt er mit seinem langjährigen Lebensgefährten in Düsseldorf.
Mit dem Schreiben fing Höltgen bereits während der Schulzeit an. Seine ersten Kurzgeschichten wurden unter den Pseudonymen „Alex Seinfriend“ und „Jules Vierge Lubrique“ in Anthologien des Himmelstürmer Verlags veröffentlicht. Mit seinem Roman Ein Tag am See (2006) veröffentlichte er zum ersten Mal unter seinem richtigen Namen und ist seit dem fester Bestandteil der Verlagsreihe Junge Liebe. In seinen Büchern thematisiert Höltgen humorvoll die Problemfelder Coming-out, Sex und Liebe homosexueller Jugendlicher.
Als „Alex Seinfriend“ schreibt Höltgen schwule Krimis und Romane, deren Schwerpunkt auf homosexueller Erotik liegen.
Höltgen veröffentlicht auch Bücher als Book-on-Demand, um hier mehr Freiheit zu haben. So erzählt er in Nacht am See auf eher unkonventionelle Weise die Geschichte einer schizophrenen Erkrankung.

## Veröffentlichungen

### Romane
- Ein Tag am See. Himmelstürmer, 2006, ISBN 978-3-934-82564-2
- Mein bester Freund, sein Vater und ich. Himmelstürmer, 2007, ISBN 978-3-934-82588-8
- Kiss me, Teacher. Himmelstürmer, 2008, ISBN 978-3-940-81803-4
- Love me, Angel. Himmelstürmer, 2009, ISBN 978-3-940-81817-1
- Nacht am See. Books on Demand, 2010, ISBN 978-3-842-34229-3
- Schattenfieber. Himmelstürmer, 2011, ISBN 978-3-863-61010-4
- Einfach nur nett: Gay Romance. CreateSpace Independent Publishing Platform, 2014, ISBN 978-1-5-001-6459-1

### Jugendromane
- Marks Welt. Books on Demand, 2008, ISBN 978-3-837-04147-7

### Unter dem Pseudonym 'Alex Seinfriend' veröffentlicht
- 1 Trip 2 Kill. Himmelstürmer, 2005, ISBN 978-3-934-82547-5
- Das Todesspiel. Himmelstürmer, 2007, ISBN 978-3-934-82587-1
- Der Privatdozent. Ein Finn-Falkner-Roman, Band 1. Himmelstürmer, 2011, ISBN 978-3-863-61025-8
- Der Schichtleiter. Ein Finn-Falkner-Roman, Band 2. Himmelstürmer, 2012, ISBN 978-3-863-61124-8
- Der Bürohengst. Ein Finn-Falkner-Roman, Band 3. Himmelstürmer, 2012, ISBN 978-3-863-61178-1
- Sexperimente. Zusammen mit „Daniel Herne“. Books on Demand, 2012, ISBN 978-3-844-81707-2

### Kurzgeschichten
- Herzblatt. Als „Jules Vierge Lubrique“ in Gay Universum, Himmelstürmer, 2004, ISBN 978-3-934-82537-6
- Kleiner Exkurs. Als „Jules Vierge Lubrique“ in Gay Universum 2, Himmelstürmer, 2006, ISBN 978-3-934-82544-4
- Die Rettung. Als „Alex Seinfriend“ in Gay Universum 2, Himmelstürmer, 2006, ISBN 978-3-934-82544-4
- Knastgeflüster. Als „Alex Seinfriend“ in Nacht am See. Books on Demand, 2010, ISBN 978-3-842-34229-3
- Weihnachtsfieber. In: Pink Christmas: Etwas andere Weihnachtsgeschichten, Himmelstürmer, 2011, ISBN 978-3-863-61076-0